# Knölnate
Knölnate (Potamogeton trichoides, auktor Cham. & Schltdl.) är en lång, vattenlevande ört som växer helt under vattenytan. Stjälken är mycket smal och grenig. Bladen är långa och mörkgröna med tre nerver. Frukterna är platta och knöliga. Knölnate lever i flera år.
Knölnate är fridlyst och en av de mest sällsynta arterna i Sverige. Sitt starkaste fäste har arten i de centrala delarna av Göteborg, men knölnate förekom 2011 endast på tre lokaler i staden.